# 荒川区立汐入小学校
荒川区立汐入小学校（あらかわくりつしおいりしょうがっこう）は、東京都荒川区南千住8丁目にある公立小学校。

## 沿革
- 2002年（平成14年）
  - 4月 - 開校。
  - 6月 - 校舎落成記念式典挙行。
- 2003年（平成15年）
  - 2月 - やぎの「プラム」を譲り受け、学校で育てる。
  - 3月 - 第1回卒業式挙行（最初の卒業生51名）。
- 2008年（平成20年）4月 - 新校舎完成。第三中学校と小中一貫教育開始。
- 2010年（平成22年）
  - 4月 - 特別支援学級（しおいり学級）開級。同月、学区の一部を分離し、汐入東小学校開校。
  - 11月 - やぎの「プラム」追悼集会開催。
- 2012年（平成24年）2月 - しおいり学級開設。
- 2012年（平成24年）11月 - 創立10周年記念式典挙行。
- 2016年（平成28年）4月 - にこにこすくーる（放課後こども教室）開設。
- 2020年（令和2年）
  - 3月 - 新型コロナウイルス感染拡大の影響により、5月まで本校を含む荒川区内全小中学校が臨時休校。
  - 6月 - 延期された始業式と令和2年度入学式を挙行。
- 2022年（令和4年）10月29日 - 創立20周年記念式典挙行し、祝賀会開催。

## 教育目標
- かがやく子～みる きく はなす こたえをさがす～

## 校区
出典
- 南千住3丁目（13番～41番）
- 南千住4丁目（9番）
- 南千住8丁目（1番～5番）

## 学校周辺
- 荒川区立南千住第二幼稚園 - 同一敷地内、かつ進学前幼稚園のひとつ。
- 東京消防庁荒川消防署汐入出張所 - 敷地が隣接
- 東京都水道局南千住給水場
- けやき通り（荒川区道）
- 汐入公園
- 社会福祉法人三樹会虹の森保育園
- 東京都立産業技術高等専門学校荒川キャンパス
- 東京都水道局白鬚ポンプ場
- 瑞光橋公園
- 警視庁第二自動車警ら隊
- 荒川区立汐入とちのき保育園（社会福祉法人東京都福祉事業協会が運営する公設民営保育園） - 進学前保育園のひとつ。
- 隅田川
- 荒川汐入郵便局
- 警視庁南千住警察署南千住八丁目交番
- 荒川記念東京リバーサイド病院
- JR貨物隅田川駅
- LaLaテラス南千住
- JR東日本・つくばエクスプレス（TX）・東京メトロ南千住駅

## アクセス
- 荒川区コミュニティバス「南千03」系統（南千住駅東口～南千住駅西口）で、「汐入小学校」バス停下車。
- JR・TX・東京メトロ南千住駅から、
  - 上述のコミュニティバスで、「汐入小学校」バス停下車。
  - 徒歩で約10分（詳細は下記外部リンクの学校ホームページ内の「アクセス」を参照）。